# Papuași

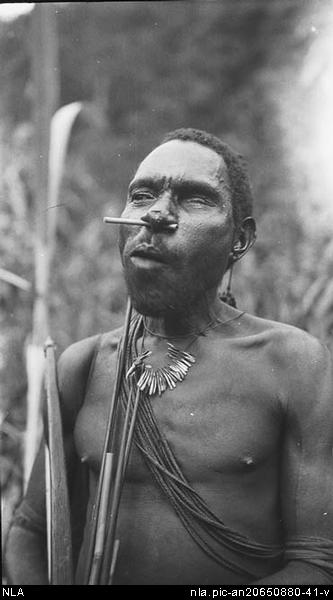
Războinic din tribul Cucu-cucu fotografiat în 1931.

Papuașii sunt populațiile băștinașe din Noua Guinee și insulele dimprejur, vorbitori ai limbilor papuașe. Principalele grupări de limbi papuașe sunt următoarele : Abinomna, Amto-Musana, Bayono-Awbona, Burmesona, Karkar-Yurica, Kibiri-Poromeana, Kwomtari-Baibaica, Limbile papuașe occidentale, cele papuașe orientale, Mayna, Mamberamica,  Odiai-Busa, Sentanina, Sepik-ramuna, Skona, Limbile Toricelliene, cele Trans-Neo-Guineene și Yalea, dar din cauza îndelungatei izolări în insule, văi și zone mlăștinoase, există sute de dialecte diferite în fiecare grup. Din această cauză, majoritatea Papuașilor se înțeleg între ei în limbile vehiculare Hirimotuană și Tokpisină.
Papuașii se deosebesc lingvistic și genetic atât de Austronezieni cât și de Melanezieni. Fizic sunt adaptați climei ecuatoriale și deși au chipuri ușor recunoscibile ca specific papuașe, seamănă mai mult cu Negrii africani, cu Melanezienii și cu Aborigenii australieni, decât cu alte populații ; totuși, pe planul genetic, sunt mai apropiați de populațiile asiatice decât de oricare altele.

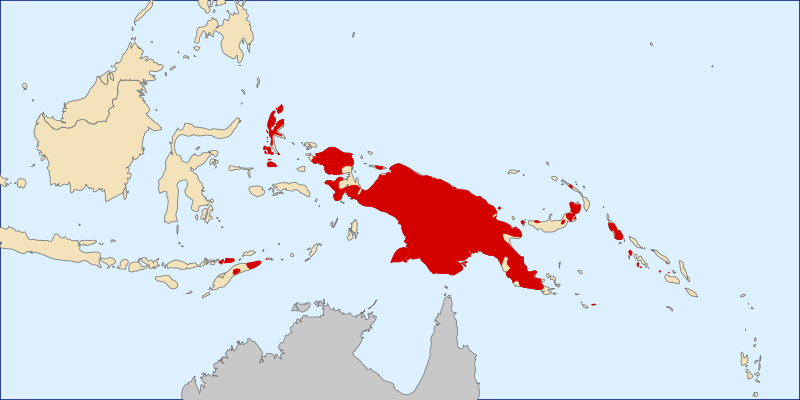
În roșu, localizarea limbilor papuașe.

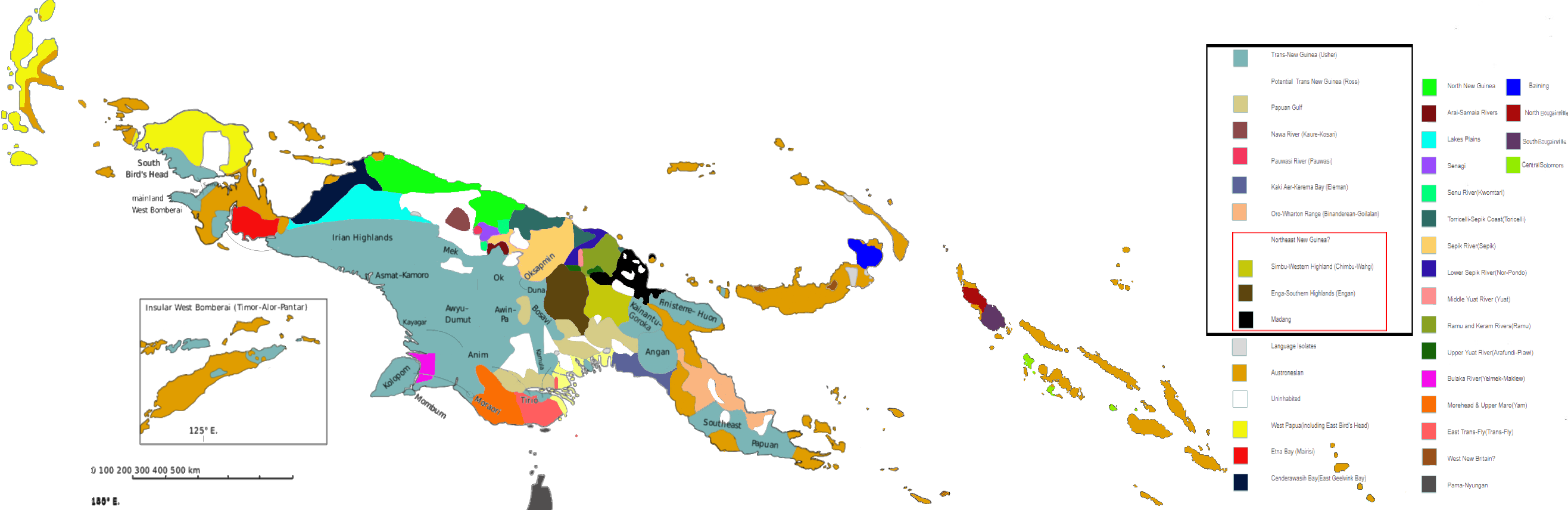
Diversitatea limbilor papuașe.

## Populații papuașe
- Angu
- Amung
- Asmat
- Baining
- Baruia
- Bauzi
- Bilibil
- Ciambri
- Dani
- Ekari
- Etoro
- Faiu
- Fore
- Gadsăp
- Gogodala
- Haroli
- Hăli
- Iali
- Kombai
- Koroai
- Kuoma
- Koteka
- Lani
- Maisin
- Marind
- Mek
- Mian
- Moni
- Motu
- Mundugumor
- Oghea
- Orokaiva
- Sambia
- Saui
- Soagap
- Tairora
- Telefol
- Tolai
- Tulambi
- Țembaga
- Uiru
- Urapmin
- Uopkaimin
- Zia